# Eumichtis grisea
Eumichtis grisea är en fjärilsart som beskrevs av Lucas 1908. Eumichtis grisea ingår i släktet Eumichtis och familjen nattflyn. Inga underarter finns listade i Catalogue of Life.